# Peter de Mendelssohn
Peter de Mendelssohn, de son vrai nom Peter von Mendelssohn, né le 1er juin 1908 à Munich en royaume de Bavière, et mort le 10 août 1982 dans la même ville, est un écrivain allemand.

## Biographie

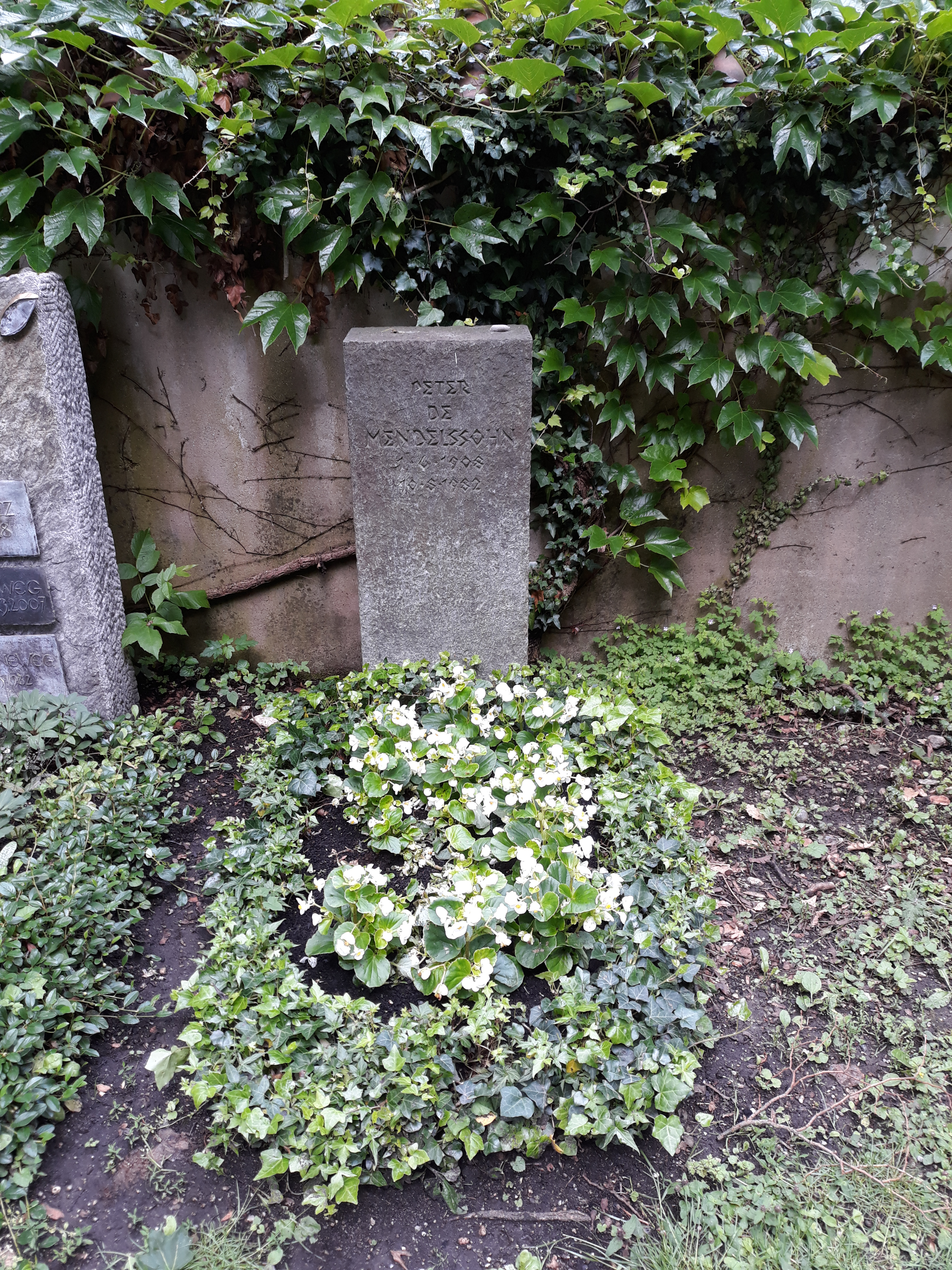
Tombe de Mendelssohn.

Peter von Mendelssohn grandit dans la ville-jardin et colonie d'artistes de Dresde-Hellerau. Après son Abitur, il travaille au journal Berliner Tageblatt.
En 1933, il s'exile et émigre à Paris avant de s'établir à Londres en 1936. Il y épouse Hilde Spiel, avec qui il restera marié jusqu'en 1970, et prend la nationalité britannique. Il traduit de nombreux écrivains, tels qu'André Maurois, Colette, Somerset Maugham, Eric Ambler,.
Après la guerre, il est correspondant à Londres du Bayerischer Rundfunk de 1950 à 1970, avant de s'installer à Munich. Il est inhumé au cimetière de Bogenhausen.

## Œuvres
- 1930, Fertig mit Berlin?
- 1932, Schmerzliches Arkadien, roman; traduction française 1935, éditions Stock, Douloureuse Arcadie; Adaptation au cinéma par Julien Duvivier en 1955 : Marianne de ma jeunesse.
- 1955, Marianne, roman

## Sources
- (de) Manfred Brauneck (éditeur), 1995, Autorenlexikon deutschsprachiger Literatur des 20. Jahrhunderts, Reineck bei Hamburg, Rowohlt
- (de) Wilhelm Sternfeld, Eva Tiedemann, 1970, Deutsche Exil-Litteratur 1933-1945 deuxième édition augmentée, Heidelberg, Verlag Lambert Schneider.